# Scutellaria leptosiphon
Scutellaria leptosiphon là một loài thực vật có hoa trong họ Hoa môi. Loài này được Nevski miêu tả khoa học đầu tiên năm 1937.